# كيم تشي
Kim Chi هو الاسم المسرحي لـ Sang-Young Shin  ((بالكورية: 신상영) ؛ من مواليد 8 أغسطس 1987 )، وهي ملكة سحب وفنانة ورجل أعمال وشخصية تلفزيونية كورية أمريكية اشتهرت بالتنافس في الموسم الثامن من RuPaul's Drag Race . كانت Kim Chi أول متسابق كوري أمريكي في العرض وكذلك أول ملكة سحب كورية أمريكية على التلفزيون الوطني الأمريكي. في يونيو 2019، وضعت لجنة تحكيم من مجلة New York في المركز السابع عشر لها على قائمة «أقوى ملكات السحب في أمريكا»، وهو تصنيف لـ 100 متسابق سابق في سباق Drag Race.  إنها تمتلك ماركة مستحضرات التجميل Kim Chi Chic Cosmetics.

## حياة سابقة
ولدت سانج يونج شين في الولايات المتحدة في 8 أغسطس 1987، وعاشت في كوريا الجنوبية عندما كانت طفلة.  يعيش والديه، المطلقان، في شيكاغو أيضًا. اعتبارًا من عام 2017، لم تكن والدته تعلم أنه جر حتى وصل إلى الشهرة على شاشة التلفزيون.  درس شين التصميم الجرافيكي في الكلية قبل العمل كمخرج فني واستكشاف النحت وتصميم الأزياء والرسم. 

## حياة مهنية
بدأ شين الأداء في السحب بشخصية كيم تشي في شيكاغو في عام 2012.  اسم السحب الخاص به هو تورية على «الكيمتشي»، الطبق الوطني الكوري وهو أيضًا اسم نسائي كوري صالح («كيم» هو اللقب و «تشي» هو الاسم الأول). قال شين، واصفًا جمالية السحب، «كيم تشي هي شخصية أنيمية حية يمكن وصف جمالية الموضة بأنها» مفرش الكتروني «. أتخيل أن هالتي عبارة عن مجموعة من الألوان فوق البنفسجية التي تنبعث منها بريق. أحتفل بكل الأشياء اللطيفة والممتعة والغريبة والغريبة.»  قبل الانضمام إلى RuPaul's Drag Race ، أقامت Kim Chi صداقة وساعدت المتسابقة في الموسم السابع Trixie Mattel في الحصول على واحدة من وظائف السحب الأولى في شيكاغو، حيث كان من الصعب على Mattel العثور على واحدة في مسقط رأسها ميلووكي.
كانت كيم تشي واحدة من اثني عشر ملكات سحب تم قبولها للموسم الثامن من RuPaul's Drag Race ، والذي بدأ بثه في 7 مارس 2016. عند انضمامها إلى العرض، أصبحت «أول ملكة دراج كورية يتم عرضها على التلفزيون الوطني الأمريكي». فازت كيم تشي في التحدي الأول الذي جاء بجائزة نقدية صغيرة. أرسل شين المال إلى والدته، وأخبرها أنه نجح في ذلك من خلال عمل المكياج.  في النهاية، وصلت كيم تشي إلى المراكز الثلاثة الأولى، لكنه خسر اللقب أمام Bob the Drag Queen . خلال النهاية، قامت بمزامنة شفاهها لأغنية صنعت خصيصًا لها بعنوان "Fat، Fem، & Asian"، والتي كانت تعليقًا على الصور النمطية السلبية في عالم المواعدة للمثليين.

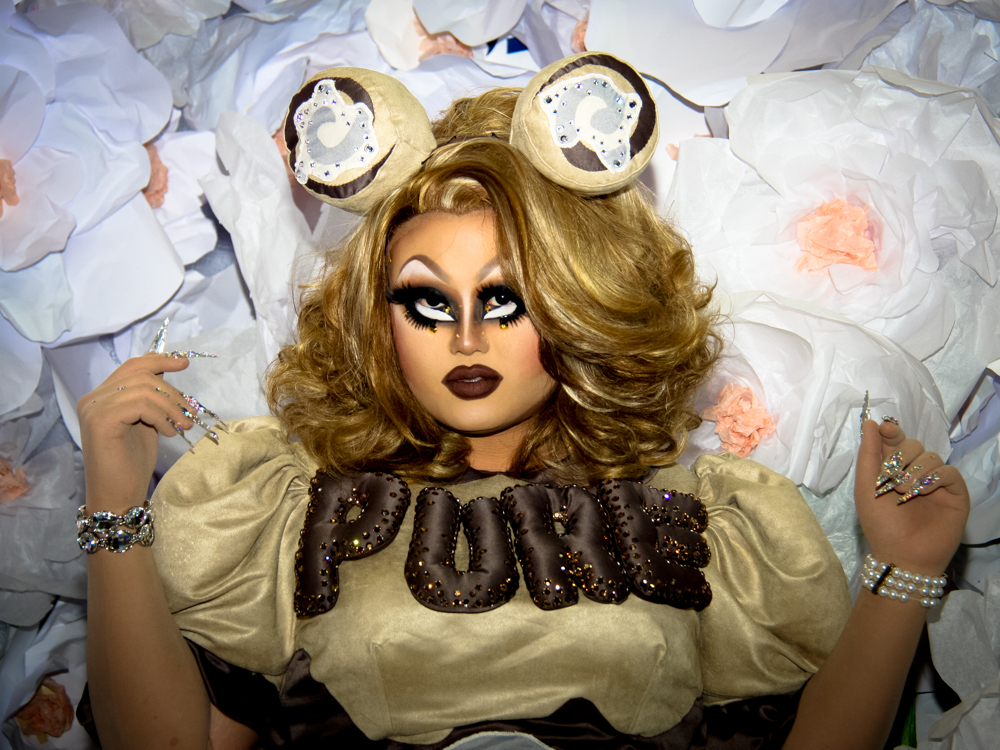
كيم تشي في عام 2017

بعد سباق السحب، دخلت كيم تشي في شراكة مع مستحضرات التجميل لإنشاء عناصر مكياج مختلفة، بما في ذلك أحمر شفاه، وهو أحمر شفاه برائحة الدونات الموصوفة بأنه «Matte lavender mauve مع مزيج دقيق وفريد من الألوان المائية الشفافة والبريق البنفسجي اللامع». وشملت العناصر الأخرى ظلال العيون Kim Chi Electric Teal.
في نوفمبر 2016، أصدر Kim Chi حزمة من Kim Chi emoji تسمى Kimchiji. تضمنت الرموز التعبيرية عبارات شعاراتها، ووعاء بوريتو، وجناح دجاجة، وعقب يتم صفعها. 
في مارس 2017، تمت دعوة Kim Chi إلى كلية الاتصالات والفنون الجميلة في جامعة Loyola Marymount لحضور حدث بعنوان «أمسية رائعة مع Kim Chi: استكشاف الهوية الجنسية من خلال السحب». كانت أول ملكة جر تأتي إلى الكلية، وفعلت ذلك في مكياج السحب الكامل. إلى جانب العرض، كان هناك قسم للأسئلة والأجوبة أثناء الحدث. 
في أبريل 2017، غنت كيم تشي في حرم جامعة ولاية أريزونا الغربية لأسبوع التراث الآسيوي وأسبوع الفخر. قامت إميلي كوون، رئيسة تحالف الطلاب الأمريكيين من آسيا وآسيا والمحيط الهادئ، بدعوة كيم تشي لتقديم عروض للطلاب.
في مايو 2017، قدم Kim Chi غناء كجزء من جولة Werq the World 2017. الجولة، التي استضافتها Bianca Del Rio وMichelle Visage ، تضمنت أيضًا ملكات السحب ألاسكا ثندرفوك، أليسا إدواردز، ديتوكس، لاتريس رويال، وفيوليت تشاتشكي.
في ديسمبر 2018، ظهر Kim Chi في البرنامج التلفزيوني RuPaul's Drag Race Holi-slay Spectacular ، وهو نسخة احتفالية لمرة واحدة من سلسلة Drag Race العادية. 
في سبتمبر 2019، أعلنت Kim Chi أنها تطور خط مستحضرات التجميل الخاص بها بالتعاون مع Bespoke Beauty Brands التي أطلقتها Toni Ko ، مؤسس NYX Cosmetics ، والتي تسمى Kim Chi Chic.

## ديسكغرفي

### الفردي
| سنة  | أغنية  | Ref    |
| ---- | ------ | ------ |
| 2016 | "أعزب" | [ 21 ] |

## فيلموغرافيا

### أفلام
| سنة  | لقب               | دور   | ملاحظات             | Ref(s) |
| ---- | ----------------- | ----- | ------------------- | ------ |
| 2016 | مدينة احمر الشفاه | أناقة | فيلم قصير لشيا كولي | [ 22 ] |

### التلفاز
| سنة  | لقب                                    | دور   | ملاحظات                      | Ref(s) |
| ---- | -------------------------------------- | ----- | ---------------------------- | ------ |
| 2016 | سباق السحب RuPaul (الموسم 8)           | نفسها | المتسابق (الوصيف)            | [ 23 ] |
| 2016 | سباق السحب RuPaul: Untucked            | نفسها | 9 حلقات                      | [ 23 ] |
| 2016 | مثلي الجنس للعب عرض لعبة بطولة RuPaul  | نفسها | حلقة واحدة                   |        |
| 2018 | سباق السحب RuPaul (الموسم 10)          | نفسها | زائر                         |        |
| 2018 | سباق السحب RuPaul's Holi-slay مذهل     | نفسها | المتسابق                     | [ 24 ] |
| 2019 | الوهج: نجمة المكياج البريطانية التالية | نفسها | ضيف القاضي                   | [ 25 ] |
| 2020 | سباق السحب المشاهير RuPaul             | نفسها | سباق السحب RuPaul's Spin-Off | [ 26 ] |

### سلسلة الويب
| سنة       | لقب                                      | دور   | ملاحظات               | Ref.   |
| --------- | ---------------------------------------- | ----- | --------------------- | ------ |
| 2015      | الطبخ مع اسحب كوينز                      | نفسها | زائر                  |        |
| 2016      | فانيتي فير: 103 سنوات من أزياء دراج كوين | نفسها | فيديو فانيتي فير قصير |        |
| 2016      | بكرة حول                                 | نفسها | زائر                  |        |
| 2016      | دق جرسي                                  | نفسها | زائر                  |        |
| 2017      | $ tranger $ للحصول على Ca $ h            | نفسها | ضيف مع الحليب         |        |
| 2017-2018 | قدح                                      | نفسها | مضيف مشارك            |        |
| 2017      | PMB                                      | نفسها | زائر                  |        |
| 2018      | العفو عن طعامي الفرنسي                   | نفسها | يتكرر                 |        |
| 2019      | توقف الحفرة                              | نفسها | زائر                  |        |
| 2019-2020 | Werq العالم                              | نفسها | عالم العجائب الحصري   | [ 27 ] |
| 2019      | جايمر جايز                               | نفسها | زائر                  |        |
| 2019      | ترجيع المدرج                             | نفسها | زائر                  |        |

## روابط خارجية
- الموقع الرسمي
- [http://www.imdb.com/name/nm7981299/ Sang-Young Shin

] في قاعدة بيانات الأفلام على الإنترنت